# Petrolina SFC
Petrolina SFC is een Braziliaanse voetbalclub uit Petrolina in de staat Pernambuco. 

## Geschiedenis
De club werd opgericht in 1998 als Petrolina FC. In 2008 werd de huidige naam aangenomen. In 2001 kon de club voor het eerst promotie afdwingen naar de hoogste klasse van de staatscompetitie. Na vier seizoenen degradeerde de club. Ze keerden terug voor de seizoenen 2008-2009 en van 2011-2013. In 2012 nam de club ook deel aan de Série D 2012, maar kon hier geen potten breken. Hierna duurde het tot 2019 vooraleer de club terug kon keren en degradeerde andermaal in 2020. Na twee seizoenen in de tweede klasse keerde de club terug in 2023 en werd zowaar derde waardoor ze zich kwalificeerden voor de Copa do Brasil 2024 en de nationale Série D 2024. 